# Pinto (Chili)
Pour les articles homonymes, voir Pinto.
Pinto est une commune du Chili faisant partie de la province de Diguillín, ell appartienne à la région de Ñuble. En 2012, la population de la commune s'élevait à 10 673 habitants. La superficie de la commune est de 1 164 km2 (densité de 9 hab./km²),.

## Historique
Durant la guerre d'indépendance du Chili, les forces indépendantistes défont les troupes royalistes sur le territoire de la commune le 9 octobre 1921 au cours de la bataille de las Vegas de Saldías. L'agglomération de Pinto est officiellement fondé en 1860. Le territoire acquiert le statut de commune en 1891.

## Situation
Le territoire de la commune de Pinto se trouve à cheval sur la vallée centrale du Chili et la Cordillère des Andes est traversé par le río Itata. Le chef lieu de la commune se trouve dans la plaine sur la rive sud du Rio Chillan. La commune est située à 379 kilomètres à vol d'oiseau au sud-sud-ouest de la capitale Santiago et à 21 kilomètres au sud-est de Chillán capitale de la Province de Ñuble.

## Termas de Chillán
Sur le territoire de la commune dans la partie montagneuse se trouve la station de ski de Termas de Chillán. Celle-ci est située à une altitude de 1650 mètres et comporte une douzaine de remontées mécaniques. Le lieu est également une station thermale.

Position de Pinto (en rouge) au sein de la Région du Biobío.